# Walking In The Air (álbum)
Walking In The Air es el segundo álbum de estudio oficial de la destacada cantante irlandesa Chloë Agnew, fue publicado en 2004 y nuevamente en 2006.
Se le considera a esta publicación como el primer álbum de estudio oficial de Chloë, esto por el hecho de tener otros lanzamientos previos como Angel Voice, Last Rose Of Summer y Fairy Tales que contenían temas ya publicados como Going Home, One World y Sigma entre otros.
Walking In The Air se interpretaría como un compilado de esos temas pero oficialmente es el primer álbum de Agnew.

## Contenido
El álbum contiene piezas musicales celtas, new age y otros estilos de la música contemporánea. Entre sus canciones y temas se destacan los temas Walking In The Air (tema que le da nombre al álbum), Someday, Vincent—Starry Starry Night entre otros. Además posee el tema One World el cual es una composición original del productor y compositor David Downes. En su interpretación del tema Nella Fantasia es acompañada por el oboísta David Agnew quien también interpreta en solitario el tema Gabriel's Oboe como bonus track en el disco de Chloë.

## Lista de temas
| Walking In The Air |                                |                           |                                |          |  |
| N.º                | Título                         | Música                    | Autor                          | Duración |  |
| 1.                 | «Walking In The Air»           |                           | Howard Blake                   | 3:38     |  |
| 2.                 | «The Prayer»                   |                           | David Foster/Carol Bayer-Sager | 4:21     |  |
| 3.                 | «Nella Fantasia»               | con David Agnew           | Ennio Morricone/Chiara Ferrau  | 3:41     |  |
| 4.                 | «Someday»                      |                           | Alen Menken/Steven Schwartz    | 4:21     |  |
| 5.                 | «Vivaldi's "Rain"»             | de "Las cuatro estaciones | Vivaldi                        | 2:13     |  |
| 6.                 | «Going Home»                   |                           | Dvořák                         | 4:06     |  |
| 7.                 | «Panis Angelicus»              |                           | Cesar Franck                   | 3:57     |  |
| 8.                 | «Vincent—Starry, Starry Night» |                           | Don McLean                     | 4:37     |  |
| 9.                 | «Jesu Joy Of Man's Desiring»   |                           | Johann Sebastian Bach          | 4:44     |  |
| 10.                | «To Where You Are»             |                           | Richard Marx                   | 3:54     |  |
| 11.                | «One World»                    |                           | David Downes/Shay Healy        | 3:48     |  |
| 12.                | «Sigma»                        |                           | Rolf Lovland/David Agnew       | 3:58     |  |
| 13.                | «Winter's Light»               | de Secret Garden          | Linda Ronstadt                 | 3:35     |  |
| 14.                | «Brahm's Lullaby»              |                           | Johannes Brahms                | 2:20     |  |
| 53:22              |                                |                           |                                |          |  |

| Walking In The Air |                  |                 |                 |          |  |
| N.º                | Título           | Música          | Autor           | Duración |  |
| 15.                | «Gabriel's Oboe» | por David Agnew | Ennio Morricone | 2:26     |  |
| 55:35              |                  |                 |                 |          |  |

## Walking In The Airen Celtic Woman
Varios de los temas expuestos en esta producción fueron nuevamente utilizados en el posterior concierto y álbum Celtic Woman como también en las siguientes producciones musicales del grupo, los temas seleccionados para su interpretación fueron:
- Walking In The Air: Es la pista 1 en el álbum Celtic Woman, en esta versión comienza con el tema Last Rose Of Summer como preludio. Es interpretado por Chloë.
- The Prayer: Es la pista 2 en el álbum A New Journey, en esta versión su introducción no es con oboe sino en flauta.
- Nella Fantasia: Es la pista 12 en el álbum Celtic Woman, es interpretada por Chloë acompañada por el oboísta David Agnew.
- Someday: Es la pista 10 en el álbum Celtic Woman, en la instrumentación se aprecian nuevos acordes en guitarra.
- Vivaldi's Rain: Es la pista 13 en el álbum A New Journey, la instrumentación es modificada agregando más acordes en violín
- Going Home: Aparece como Non C'è Più en el álbum Songs From The Heart, la pieza es interpretada por Chloë, Lisa Kelly, Lynn Hilary, Alex Sharpe y la violinista Máiréad Nesbitt. Es la pista 8 en dicho álbum.
- Panis Angelicus: Es la pista 10 en el álbum A Christmas Celebration, es interpretada íntegramente por Chloë.
- Jesu Joy Of Man's Desiring: Se interpreta en el primer concierto de Celtic Woman. Posteriormente se graba en vivo para el EP Live EP en 2005. Es la pista 1 en dicho disco, está interpretada por Chloë, Órla Fallon y Méav Ní Mhaolchatha.
- One World: Es la pista 5 en el álbum Celtic Woman, es interpretada por Chloë, Órla Fallon, Lisa Kelly y Méav Ní Mhaolchatha.
- Brahm's Lullaby: Es la pista 9 en el álbum Celtic Woman: Lullaby de 2011, en este lanzamiento se utiliza la misma versión de estudio del tema.

Walking In The Air forma parte de los Solo Works — o trabajos en solitario— de las integrantes fundadoras de Celtic Woman.